# Caussade-Rivière
Caussade-Rivière är en kommun i departementet Hautes-Pyrénées i regionen Occitanien i sydvästra Frankrike. Kommunen ligger i kantonen Maubourguet som tillhör arrondissementet Tarbes. År 2022 hade Caussade-Rivière 98 invånare.

## Befolkningsutveckling
Antalet invånare i kommunen Caussade-Rivière
| Referens: INSEE |